# Roxy - The Soundtrack
Roxy - The Soundtrack, è un album live del compositore statunitense Frank Zappa.
Rilasciato il 30 ottobre 2015, è l'estratto audio del live filmato da Zappa del concerto tenutosi tra l'8 e il 10 dicembre 1973 al Roxy Theatre di Los Angeles.

## Tracklist
1. Something Terrible Has Happend - 1:19
2. Cosmik Debris - 9:54
3. Penguin In Bondage - 8:22
4. T'Mershi Duween - 1:56
5. Dog/Meat (The Dog Breath Variations/Uncle Meat) - 4:14
6. RDNZL  - 4:51
7. Echidna's Arf (Of You) - 3:54
8. Don't You Ever Wash That Thing? - 7:02
9. Cheepnis-Percussion - 4:08
10. Cheepnis - 5:40
11. Be-Bop Tango (Of The Old Jazzmen's Church) - 17:32

## Formazione
- Frank Zappa - chitarra, voce, cori
- George Duke - tastiere, organo hammond, voce, cori
- Tom Fowler - basso
- Ruth Underwood - percussioni, xilofono
- Bruce Fowler - trombone, balletti, cori
- Napoleon Murphy Brock - sax tenore, flauto, voce
- Ralph Humphrey - batteria
- Chester Thompson - batteria